# The Jimmy Timmy Power Hour 2: When Nerds Collide
The Jimmy Timmy Power Hour 2: When Nerds Collide (Jimmy y Timmy, la hora del poder: Cuando los genios chocan en Hispanoamérica y La hora de Jimmy y Timmy 2: Cuando los empollones chocan en España) es una película animada producida por DNA Productions, O Entertainment y Frederator Incorporated para Nickelodeon. Es el segundo crossover entre las series Los padrinos mágicos y Jimmy Neutrón. En Estados Unidos se estrenó el 16 de enero de 2006.

## Trama
Empieza con que falta un día para el baile del martes 13 de la Escuela Elemental de Dimmsdale, y Timmy Turner no consigue encontrar pareja, al menos en su universo. Con solo un deseo, Timmy y sus padrinos llegan a Retroville con Cindy Vortex esperándoles (recordemos que, desde su última visita, Cindy cree que Timmy era un genio). Pero Jimmy Neutrón tenía pensado pedirle a Cindy que fuera su pareja para el baile de la escuela de Retroville, que también es el martes 13. Los chicos se embarcan en una lucha de magia contra ciencia, que atrae la atención del archienemigo de Jimmy, el Profesor Finbarr Calamitous. Este es rápidamente deslumbrado por el poder concede-deseos de Cosmo y Wanda, llevándole a pensar que por fin ha encontrado lo necesario para realizar sus malvados planes. Cuando el duelo termina con Timmy como ganador, éste se lleva a Cindy a Dimmsdale, y Jimmy la sigue rápidamente, con unos curiosos Carl, Sheen y Libby a su lado, pero no saben que el Profesor Calamitous también les acompaña en su viaje en otra dimensión. Pero al llegar al mundo 2D, este sufre toda clase de accidentes que provocan mala suerte, lo que atrae a Anti-Cosmo a la escena. El encuentro resulta ser fortuito para ambos: Anti-Cosmo planea usar a Calamitous para liberar a sus compañeros de la Prisión de Máxima Seguridad del Mundo Mágico (impenetrable para todo aquél del universo 2D), y Finbarr Calamitous puede por fin vencer a Jimmy Neutron con la ayuda de su nuevo colaborador mágico. Inmediatamente después de la liberación de los Anti-padrinos, Anti-Cosmo traiciona a Calamitous (con lo que va a engañar porque es más malvado que él) y le deja en manos de un furioso Jorgen. Y con los Anti-padrinos en libertad, Anti-Cosmo planea detener la rotación de la Tierra y hacer que el martes 13 nunca termine, Timmy y Jimmy capturan a los Anti-padrinos en una cápsula, pero luego se vuelven a pelear, Jorgen y Calamitous atrapan a la cápsula, pero Timmy por accidente apunta un rayo transmisor de genes a ellos, y se convirtieron en Dr. Jorgen Von Calamitous.
Calamitous resultó tener el control del cuerpo y crea un portal a Retroville dispuesto a hacerlo explotar con una bomba nuclear y reconstruir el universo a su antojo, pero Jorgen recupera un poco el control al enojarse cuando Calamitous rompe las reglas. Timmy se percata de esto y crea un escenario donde él, Cosmo, Wanda, Sheen y Carl actúan como si ellos también las rompieran. Jorgen explota de furia y Jimmy aprovecha para separarlos. Jorgen desaparece la bomba y en agradecimiento los manda a sus respectivos mundos y hace un portal entre la escuela de Jimmy y Timmy, para que ambos bailen con Cindy, pero aun así terminan peleando por ella.

## Reparto
Inglés:
- Tara Strong: Timmy Turner
- Debi Derryberry: Jimmy Neutron
- Daran Norris: Cosmo, Anti-Cosmo, Jurgen Von Strangle, Sr. Turner
- Susanne Blakeslee: Wanda, Anti-Wanda, Sra. Turner
- Carolyn Lawrence: Cindy Vortex
- Daniela Muñoz: La Princesa Nicole
- Jeff Garcia: Sheen Estevez, Anti-padrino #1
- Rob Paulsen: Carl Wheezer, Anti-padrino #2
- Crystal Scales: Libby Folfax
- Victor Ballos: Jalied El Villano
- Tim Curry: Profesor Finbarr Calamitous
- Jim Ward: Pepe Veraz
- Dee Bradley Baker: Binky
- Kevin Michael Richardson: Morgan Freeman, Anti-padrino #3
- Jeff Bennett: Dr. Sydney Orville Moist
- Carlos Alazraqui: Denzel Q. Crocker

Español-Hispanoamérica
Nota: A pesar de que las dos series se encuentran dobladas al español para toda Hispanoamérica, los estudios encargados de doblar cada serie se encuentran en países distintos, Jimmy Neutron fue doblada en México, D. F. y Los padrinos mágicos fue doblada en Miami, Florida, Estados Unidos, esto causó que la cadena Nickelodeon Hispanoamérica tuviera que elegir a solo un estudio para doblar el programa, y al contrario de La hora poderosa de Jimmy y Timmy que fue doblada en México, “La hora poderosa de Jimmy y Timmy 2: ¡Cuando los genios chocan!” fue doblada en Miami, Florida.
- Arianna López: Timmy Turner
- Rossana Cicconi: Jimmy Neutron
- Sergio Sáez: Cosmo, Anti-Cosmo, Sheen Estevez,
- Anna Silvetti: Wanda, Anti-Wanda
- Gladys Yañez: Sra. Turner
- Yuri Rodriguez: Carl Wheezer, Pepe Veraz
- Monica Mejias: Libby Folfax, A.J
- Patricia Azán: Cindy Vortex
- Xavier Coronel: Binky, Denzel Q. Crocker, Dr. Sydney Orville Moist
- Jorge Luis García: Jorgen Von Strangle, Morgan Freeman, Insertos
- Eduardo Wasveiler: Sr. Turner, Profesor Finbarr Calamitous

Español - España:
- Chelo Molina: Timmy Turner
- Graciela Molina: Jimmy Neutrón
- José Padilla: Cosmo, Anti-Cosmo
- Yolanda Mateos: Wanda, Anti-Wanda
- Aleix Estadeia: Sheen Estevez
- José Javier Serrano: Carl Wheezer
- Michelle Jenner: Cindy Vortex
- Marta Bárbara: Libby Folfax
- Blanca Rada: Chester McBadBat
- Gloria Armesto: A.J.
- Domenech Farell: Profesor Finbarr Calamidad
- Fernando Elegido: Jorgen Von Strangle
- Juan Antonio Soler: Sr. Turner
- Pilar Santigosa: Sra. Turner